# 中国人民政治协商会议辽宁省委员会
中国人民政治协商会议辽宁省委员会，简称辽宁省政协或政协辽宁省委员会，是中国人民政治协商会议在辽宁省的地方组织机构。

## 历届领导

### 第一届
- 任期：1955年3月－1959年6月
- 主席：黄欧东
- 副主席：张雪轩、宁武、车向忱、靳树梁、陈先舟、巩天民、陈北辰（1956年5月－）、王家善（1957年5月－）

### 第二届
- 任期：1959年6月－1963年12月
- 主席：黄火青
- 副主席：张雪轩、宁武、车向忱、靳树梁、陈先舟、巩天民、陈北辰、王家善、陈恩凤、韩蓬台

### 第三届
- 任期：1963年12月－1977年12月
- 主席：黄火青
- 副主席：宁武、车向忱、靳树梁、陈先舟、巩天民、陈北辰、王家善、陈恩凤、韩蓬台、李维民、章岩（1965年12月－）、荆杰（1965年12月－）、孙文采（1965年12月－）

### 第四届
- 任期：1977年12月－1983年4月
- 主席：黄欧东（－1980年1月） → 李荒（1980年1月－1982年3月） → 宋黎（1982年3月－）
- 副主席：仇友文、周桓、黄达、巩天民、张子衡、曲径、王堃骋、陈北辰、王家善、张庆泰、陈恩凤、章岩、娄尔康、任志远、陈美福、刘多荃、沈洪涛、牛平甫、刘宝田（1980年1月－）、唐铎（1980年1月－）、赵濯华（1980年1月－）、阎定础（1980年1月－）、陈放（1980年1月－）、刘鸣九（1980年1月－）、卢广绩（1980年1月－）、姜培禄（1980年1月－）、卫之（1980年1月－）、苗宝泰（1980年1月－）、李松堂（1980年1月－）、吴友三（1980年1月－）、赵龙韬（1980年1月－）、顾学裘（1980年1月－）、李东潮（1980年1月－）、李文甫（1980年1月－）、方明（1980年1月－）、刘仲明（1982年3月－）、吴建安（1982年3月－）、马龙翔（1982年3月－）

### 第五届
- 任期：1983年4月－1988年1月
- 主席：宋黎 → 徐少甫（1985年7月－）
- 副主席：王堃骋、陈恩凤、章岩、刘仲明、陈彦之、牛平甫、于镜清、刘鸣九、卢广绩、赵龙韬、顾学裘、马龙翔、岳维春、刘庆奎（1985年7月－）

### 第六届
- 任期：1988年1月－1993年3月
- 主席：徐少甫
- 副主席：沈显惠、陈恩凤、陈彦之、牛平甫、刘鸣九、卢广绩、顾学裘、马龙翔、岳维春、刘庆奎、彭祥松、李启生、黎明、王树芝、林声（1992年3月－）、高擎洲（1992年3月－）

### 第七届
- 任期：1993年3月－1998年1月
- 主席：孙奇
- 副主席：林声、刘鸣九、岳维春、王树芝、高擎洲、张凌云、张成伦、龚世萍、马品芳、刘庆奎（1993年12月逝世）、李国忠（1995年2月－）、丛正龙（1996年2月－）

### 第八届
- 任期：1998年1月－2003年1月
- 主席：孙奇
- 副主席：萧作福、李国忠、张成伦、龚世萍、吕炳华、张毓茂、姜笑琴、郭燕杰、陈洪铎、王植时

### 第九届
- 任期：2003年1月－2008年1月
- 主席：张文岳
- 副主席：董万德、张成伦、赵新良、张毓茂、姜笑琴、王植时、张传庆、贺旻、孙桂芬、金国生

### 第十届
- 任期：2008年1月－2013年1月[2]
- 主席：骆琳
- 副主席：胡晓华、高鹏、王植时、贺旻、金国生、程亚军、李文喜、刘政奎、李晓安
- 秘书长：魏敏（－2011年1月） → 孙远良（2011年1月－2011年12月） → 史桂茹（2011年12月－）

### 第十一届
- 任期：2013年1月－2018年1月
- 主席：夏德仁
- 副主席：刘国强、高鹏、孙远良、滕卫平、李晓安、唐建武、陈铁新、王松、武献华
- 秘书长：崔德胜

### 第十二届
- 任期：2018年1月－2023年1月
- 主席：夏德仁（－2021年1月） → 周波（2021年1月－）
- 副主席：李晓安、武献华、戴玉林、冮瑞、姜军、赵延庆、许波、高科、陈向群（2022年1月－）、范继英（2022年1月－）
- 秘书长：李树民（－2021年1月） → 王德佳（2022年1月－）

### 第十三届
- 任期：2023年1月－
- 主席：周波
- 副主席：王明玉、姜军、赵延庆、卢柯、余功斌、温雪琼（女）、刘中民、邵林（女）、于天敏（2024年1月当选）、楚天运（2025年1月—2025年7月）
- 秘书长：邵林（兼）